# Watchara Kaewlamun
Watchara Kaewlamun (thailändisch วัชระ แก้วละมุล, * 18. Juni 1994) ist ein thailändischer Fußballspieler.

## Karriere
Watchara Kaewlamunk spielte bis 2016 beim Erstligisten BBCU FC in Bangkok. Der Club spielte in der ersten Liga des Landes, der Thai Premier League. Während der Saison wurde BBCU vom Verband gesperrt. Watchara Kaewlamunk absolvierte für den Club drei Erstligaspiele. 2017 unterschrieb er einen Vertrag beim Trat FC. Der Verein aus Trat spielte in der zweiten Liga, der Thai League 2. Ende 2017 verließ er Trat. Wo er von 2018 bis 2019 gespielt hat, ist unbekannt. 2020 nahm ihn der Zweitligist Sisaket FC aus Sisaket unter Vertrag.